# Níkosz Szarngánisz
Níkosz Szarngánisz, görögül: Νίκος Σαργκάνη (Rafína, 1954. január 13. – Athén, 2024. december 8.) válogatott görög labdarúgó, kapus.

## Pályafutása

### Klubcsapatban
1974 és 1977 között az Ilisziakósz, 1977 és 1980 között a Kasztoriá, 1980 és 1985 között az Olimbiakósz, 1985 és 1990 között a Panathinaikósz labdarúgója volt. 1990 és 1992 között az Athinaikósz csapatában fejezte be az aktív labdarúgást. A Kasztoriá, az Olimbiakósz és a Panathinaikósz csapatával összesen öt-öt görög bajnoki címet és kupagyőzelmet ért el.

### A válogatottban
1980 és 1991 között 58 alkalommal szerepelt a görög válogatottban.

## Sikerei, díjai
Kasztoriá
- Görög kupa
  - győztes: 1980

 Olimbiakósz
- Görög bajnokság
  - bajnok (3): 1980–81, 1981–82, 1982–83
- Görög kupa
  - győztes: 1981

 Panathinaikósz
- Görög bajnokság
  - bajnok (2): 1985–86, 1989–90
- Görög kupa
  - győztes (3): 1986, 1988, 1989